# أبو بكر الثاني المريني
أبو بكر بن أبي عنان فارس بن علي يكنى أبا يحيى، ولقبه السعيد، من أولاد السلطان أبي عنان فارس و هو أول سلطان استبد عليه من ملوك بني مرين ، بويع بعد أخيه أبا زيان محمد الثاني المريني و أبوه طريح الفراش لشدة مرضه. كانت دولته 7 أشهر و 20 يوما.

## قيام وزيره بأمر الدولة
بعد مبايعة الوزير الحسن بن عمر الفودودي للسلطان الصغير أبي بكر السعيد، حجبه في داره واستقل هو بأمر الدولة وقد رأى أن الخطر عليه يكمن في أبناء السلطان أبي عنان فارس الآخرين إذ يكبرون سلطانه أبي بكر السعيد سنا، فألقى القبض على عبد الرحمن بن أبي عنان واعتقله في قصبة فاس، و استدعى المعتصم الذي كان حاكما على سجلماسة، و المعتمد الذي كان واليا على إقليم مراكش، و قد رفض المعتمد الحضور، واعتصم بجبل هنتاتة في حماية وزيره عامر بن محمد، وظل هناك حتى قام وزيره بتسليمه إلى السلطان أبي سالم إبراهيم بن علي بعد أن تولى حكم المغرب.

## خلع السلطان أبي بكر السعيد
بعد مدة من الصراع وعدم الإستقرار والمشاكل التي وقعت بين الوزير الحسن بن عمر الفودودي و منصور بن سليمان بن منصور بن عبد الواحد بن يعقوب بن عبد الحق المتعلقة بالقيام بأمر الدولة ظهر في ذلك الوقت الأمير أبو سالم إبراهيم بن علي يدعو إلى نفسه، يقول الدكتور محمد عيسى الحريري في كتابه تاريخ المغرب الإسلامى والأندلس في العصر المرينى :«... ظهر في ذلك الوقت الأمير أبو سالم المريني بجبال غمارة يدعو إلى نفسه، ويبدو أن الناس كانوا على حالة كبيرة من اليأس من السلطان المحجور عليه ووزيره الحسن بن عمر، ومن السلطان الذي فرض عليهم بالقوة (منصور بن سليمان). لذلك توجهت الأنظار إلى الأمير أبي سالم المريني ليخلصهم من هذه الأوضاع المتردية، ويقول السلاوي في ذلك: (فانصرفت إليه -أبو سالم- وجوه أهل المغربو بطل أمر السلطان أبي بكر السعيد ومنصور بن سليمان معا وذابا كما يذوب الملح». لما سمع الوزير الحسن بن عمر بظهور السلطان أبي سالم واستفحال أمره بعث بطاعته إليه ونبذ دعوة سلطانه الصغير أبو بكر السعيد، وخلع يوم 12 شعبان سنة 760 هـ.

## وفاته
قتل السلطان أبو بكر السعيد غرقا في البحر، وله 10 سنين. يقول المؤرخ الناصري في الاستقصا: «ثم قتل بعد ذلك غرقا في البحر، فإن السلطان أبا سالم بعثه في جملة الأبناء المرشحين من بني أبي الحسن إلى الأندلس، ووكل بهم من يحرسهم ثم بعد ذلك بعث إلى الموكل بهم فحملهم في سفينة كأنه يريد بهم المشرق ثم غرقهم في البحر، والأمر لله وحده.».